# Flame Resistant Organizational Gear

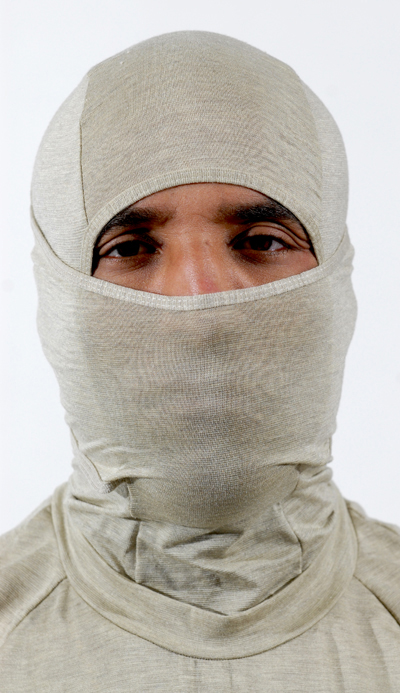
Kominiarka FROG I

Flame Resistant Organizational Gear (FROG) – system odzieży trudnopalnej opracowany dla USMC.
Potrzeba wyposażenia w odzież trudnopalną zwykłych żołnierzy pojawiła się podczas wojny w Afganistanie i stabilizacji Iraku. Do tej pory umundurowanie trudnopalne wydawano głównie załogom pojazdów opancerzonych oraz lotnikom. Jednakże zagrożenie IED spowodowało potrzebę wyposażenie w odzież trudnopalną także żołnierzy pełniących patrole bojowe. Program FROG miał stworzyć system umundurowania trudnopalnego przeznaczonego dla zwykłych żołnierzy. 
W roku 2007 umundurowanie systemu FROG trafiło do jednostek Marine.

## Konstrukcja
System FROG podzielony jest na dwa poziomy: FROG I i FROG II.
W skład poziomu FROG I wchodzą:
- Kominiarka (Balaclava) -  w kolorze beżowym, zapewnia ochronę twarzy; występuje w dwóch wersjach: lżejszej lub grubszej
- Koszulka z długimi rękawami (Long Sleeve Shirt) - w kolorze beżowym, posiada przeciwbakteryjne właściwości oraz stójkę chroniącą szyję[1]
- Rękawiczki (Gloves) - ochrona dłoni przed poparzeniem

W skład poziomu FROG II wchodzą:
- Combat shirt oraz Spodnie (Combat Shirt and Trousers) - combat shirt wykonany z trudnopalnego, a jednocześnie oddychającego materiału, rękawy wykonane z tkaniny w kamuflażu Desert Marpat, a korpus z tkaniny w kolorze beżowym; spodnie krojem przypominają spodnie MCCUU, różnica polega na dodatkowych kieszeniach na łydkach
- Combat Shirt zimowy (Inclement Weather Combat Shirt) - specjalistyczna bluza chroni nie tylko przed poparzeniem, ale także przed zimnem i małym deszczem, wykonana z tkaniny w kamuflażu marpat[2]

Wszystkie elementy wykonane są z tkaniny trudnopalnej.